# N495 (België)
De N495 is een gewestweg in België tussen Geraardsbergen (N42) en Edingen (N255).
De weg heeft een lengte van ongeveer 15 kilometer, waarvan 5,4 kilometer onder het wegnummer N495a valt.
De gehele weg bestaat uit twee rijstroken in beide rijrichtingen samen.

## Plaatsen langs de N495
- Geraardsbergen
  - Moerbeke
  - Viane
- Herhout, Galmaarden
- Herne
- Edingen

## N495a
De N495a is een gedeelte van de route van de N495 tussen Geraardsbergen en Viane. De weg begint bij de Dreef net buiten Geraardsbergen en eindigt 5,4 kilometer later in een flauwe bocht op de Edingseweg niet al te ver van de kruising met de Matteketse.